# 2 Pułk Rozpoznawczy

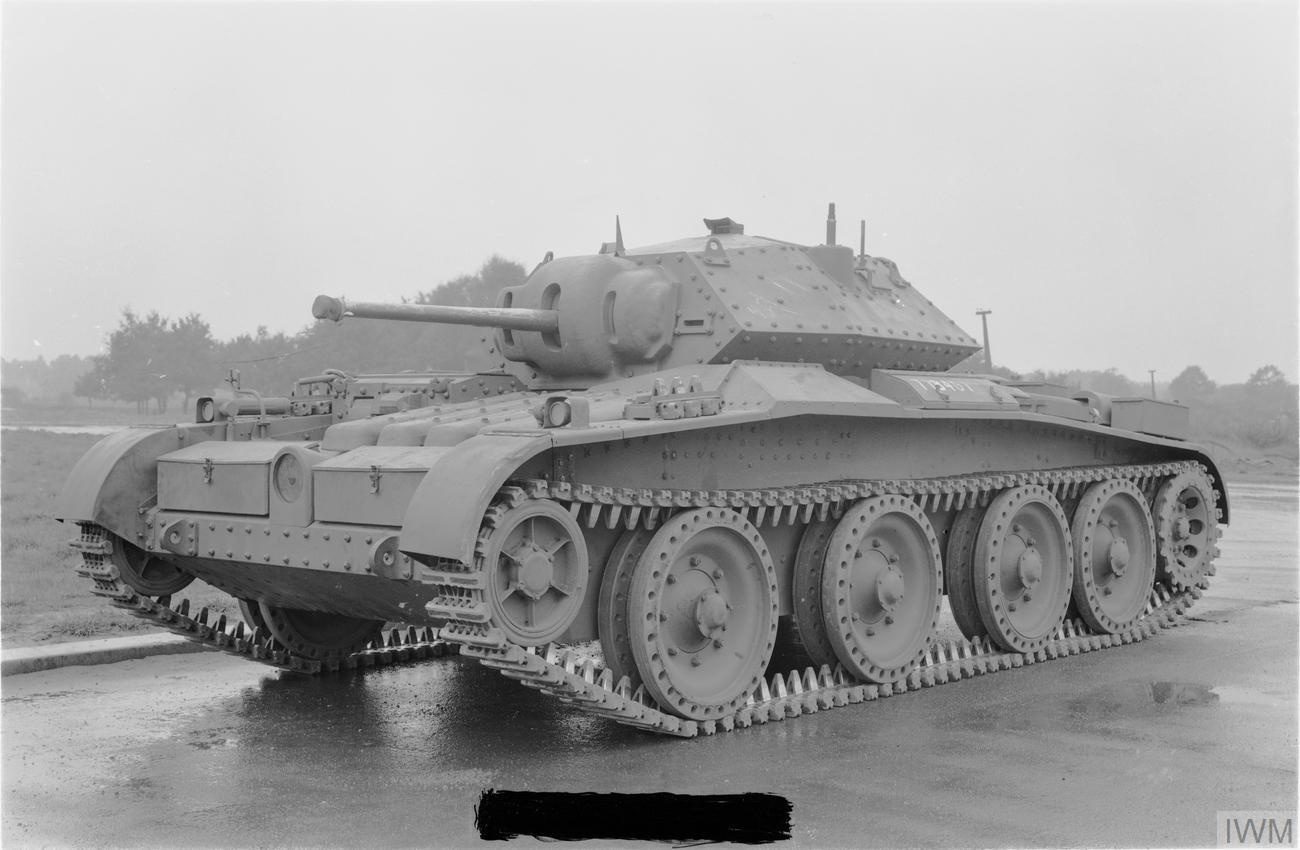
Covenanter – czołg pułku

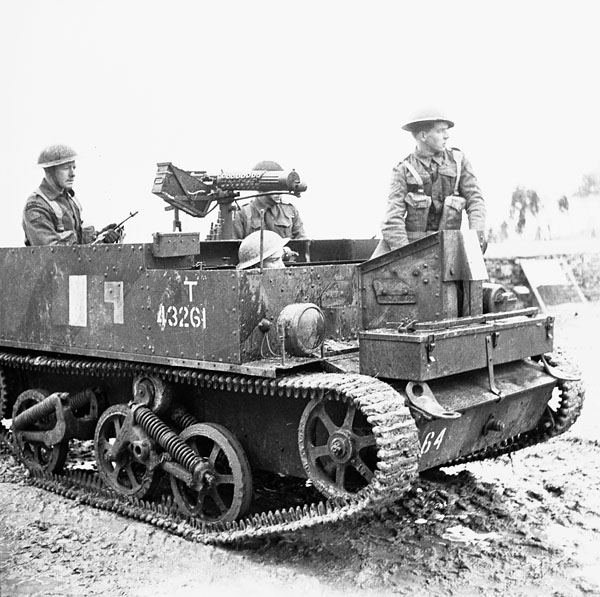
Universal Carrier – podstawowe wyposażenie oddziału

2 Pułk Rozpoznawczy (kadrowy) – skadrowany oddział kawalerii pancernej Polskich Sił Zbrojnych.

## 1 Oddział Rozpoznawczy (1940-1943)
Powstał 5 lipca 1940 roku w obozie w Biggar jako jednostka rozpoznawcza 1 Brygady Strzelców. Na jego dowódcę wyznaczony został ppłk Ziemowit Grabowski. 
Oddział składał się przede wszystkim z ewakuowanych z Francji żołnierzy 3 Oddziału Rozpoznawczego. Na początku 1942 roku stan oddziału wynosił 24 oficerów i 107 szeregowych. 
Organizacja oddziału w 1942 roku
- dowództwo
- pluton dowodzenia
- pluton strzelców
- 1 pluton rozpoznawczy
- 2 pluton rozpoznawczy
- 3 pluton rozpoznawczy
- pluton moździerzy
- pluton artylerii

20 marca 1943 roku z 1 Samodzielnej Brygady Strzelców utworzono skadrowaną 1 Dywizję Grenadierów. Większość żołnierzy 1 OR została skierowana jako uzupełnienie do 1 DPanc gen. Maczka. Pozostali żołnierze mieli wejść w skład kolejnej dywizji pancernej.
Organizacja oddziału
- dowództwo
- szwadron gospodarczy
- dwa szwadrony motorowe
- szwadron CKM
- plutony: łączności i przeciwpancerny

Dysponowano transporterami Universal Carrier, motocyklami Norton oraz transporterami piechoty Fordson WOT2C 15 cwt.
W 1943 roku po przekazaniu żołnierzy do 1 DPanc organizacja oddziału była następująca:
- dowództwo
- pluton dowodzenia
- pluton przeciwpancerny
- pluton moździerzy
- trzy plutony rozpoznawcze

## 2 Pułk Rozpoznawczy (1943-1944)
Na podstawie rozkazu Naczelnego Wodza L.dz. 1210/Tjn.Org.43 z 21 września 1943 roku i rozkazu dziennego Nr 63 dowódcy 2 Dywizji Grenadierów Pancernych (Kadrowej) z 18 listopada 1943 roku dotychczasowy 1 Oddział Rozpoznawczy został przemianowany na 2 Pułk Rozpoznawczy (Kadrowy). 
Nowo sformowany pułk miał być pancernym pułkiem rozpoznawczym. Na początku 1944 roku uzbrojono go w czołgi szybkie Covenanter, a potem zastąpiono je czołgami Crusader i Cromwell.
8 stycznia 1944 roku przemianowano pułk na 9 Pułk Ułanów Małopolskich. Pułk jako trzeci pancerny został przydzielony do 16 Brygady Pancernej. 5 marca 1944 roku z zalążków wydzielonych z pułku powstał 5 Pułk Pancerny i wszedł w skład 16 SBPanc. Ułani przekazali cały sprzęt pancerny do 5 ppanc.
W styczniu 1945 roku 9 Pułk Ułanów Małopolskich został przeniesiony do nowo formowanej 4 Dywizji Piechoty jako jej pułk rozpoznawczy. Otrzymał samochody pancerne Humber Mk. III, rozpoznawcze LCR Humber oraz nowoczesne samochody pancerne Staghound. Dysponował także transporterami Universal Carrier oraz Loyd Carrier z przeciwpancernymi 6-funtowymi armatami.

## Dowódcy
- rtm. Hugo Kornberger (cz.p.o. od 20 VI 1940)
- ppłk dypl. kaw. Ziemowit Grabowski (od 1 VII 1940)
- ppłk Eugeniusz Święcicki (od 9 IX 1940)
- mjr dypl. kaw. Kazimierz Buterlewicz (18 X 1941 - 31 VII 1942[4])
- mjr kaw. Emil Słatyński (od 1 VIII 1942[5] i od 29 X 1943[6])
- ppłk Stefan Tomaszewski (VI 1946 – VII 1947)